# Cubanops
Genre
Cubanops est un genre d'araignées aranéomorphes de la famille des Caponiidae.

## Distribution
Les espèces de ce genre sont endémiques des Antilles. Elles se rencontrent à Cuba, à Hispaniola, aux Bahamas et à Porto Rico.

## Description
Les espèces de Cubanops comptent deux yeux.

## Liste des espèces
Selon World Spider Catalog (version 25.0, 23/05/2024) :
- Cubanops alayoni Sánchez-Ruiz, Platnick & Dupérré, 2010
- Cubanops andersoni Sánchez-Ruiz, Platnick & Dupérré, 2010
- Cubanops armasi Sánchez-Ruiz, Platnick & Dupérré, 2010
- Cubanops bimini Sánchez-Ruiz, Platnick & Dupérré, 2010
- Cubanops chamarreta Sánchez-Ruiz & Bonaldo, 2024
- Cubanops darlingtoni (Bryant, 1948)
- Cubanops glochidiosus Sánchez-Ruiz & Bonaldo, 2024
- Cubanops granpiedra Sánchez-Ruiz, Platnick & Dupérré, 2010
- Cubanops guama Sánchez-Ruiz & Bonaldo, 2024
- Cubanops juragua Sánchez-Ruiz, Platnick & Dupérré, 2010
- Cubanops ludovicorum (Alayón, 1976)
- Cubanops luquillo Sánchez-Ruiz, Brescovit & Alayón, 2015
- Cubanops serrucho Sánchez-Ruiz & Bonaldo, 2024
- Cubanops terueli Sánchez-Ruiz, Platnick & Dupérré, 2010
- Cubanops tortuguilla Sánchez-Ruiz, Platnick & Dupérré, 2010
- Cubanops vega Sánchez-Ruiz, Platnick & Dupérré, 2010

## Systématique et taxinomie
Ce genre a été décrit par Sánchez-Ruiz, Platnick et Dupérré en 2010 dans les Caponiidae.

## Publication originale
- Sánchez-Ruiz, Platnick & Dupérré, 2010 : « A new genus of the spider family Caponiidae (Araneae, Haplogynae) from the West Indies. » American Museum novitates, no 3705, p. 1-44 (texte intégral).